# Saint-Quentin-sur-Isère
Saint-Quentin-sur-Isère là một xã của tỉnh Isère, thuộc vùng Rhône-Alpes, đông nam nước Pháp.